# Hans Affolter

Hans Affolter (* 2. Oktober 1870 in Solothurn; † 28. September 1936 in Lausanne, heimatberechtigt in Niedergerlafingen) war ein Schweizer Jurist und Politiker (SP).

## Leben

### Familie

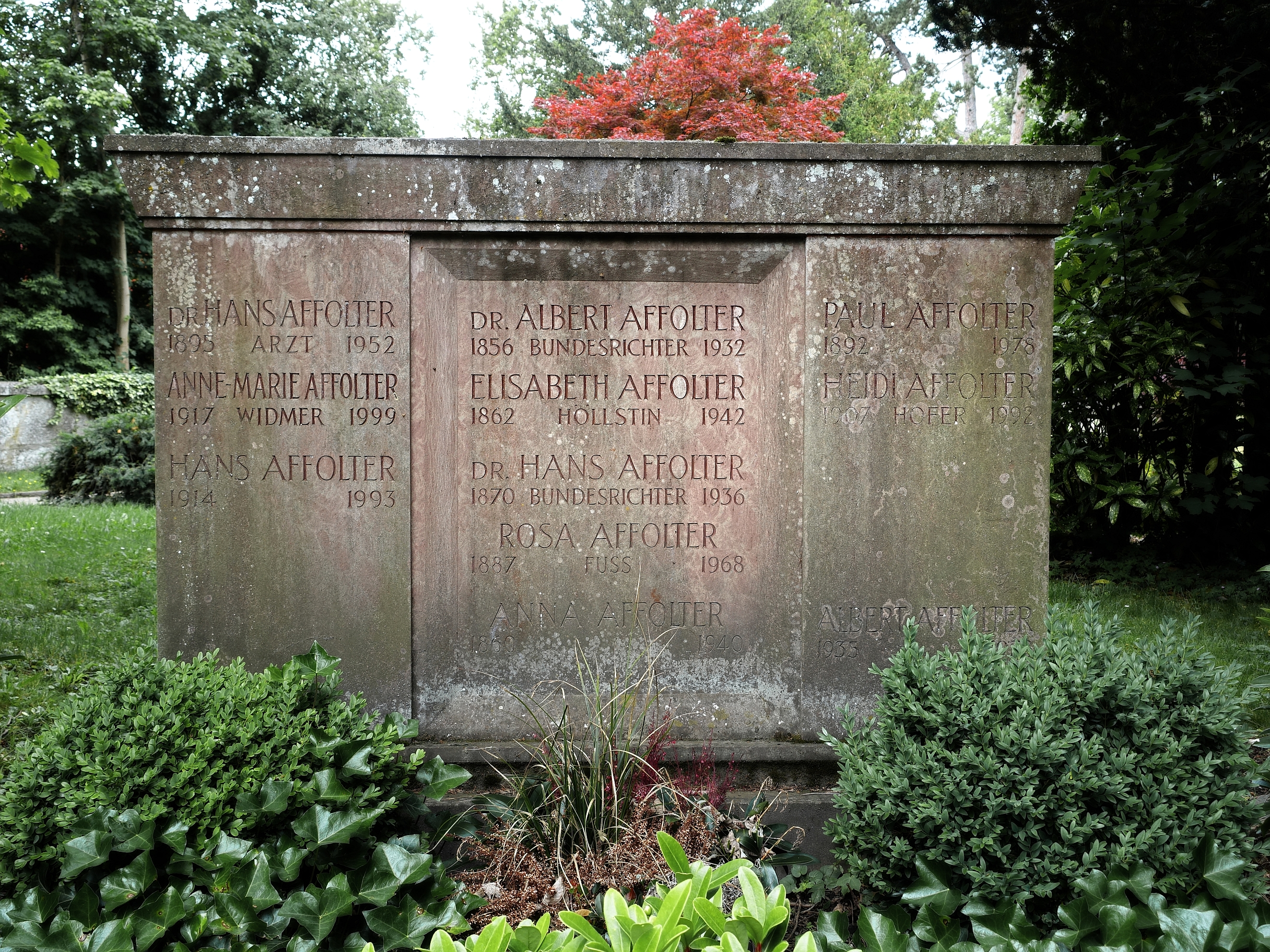
Familien Grab auf dem Friedhof St. Katharinen in Solothurn.

Hans Affolter war der Sohn des Oberamtmanns Urs Josef Affolter. Zu seinen Geschwistern gehörten der Jurist Albert Affolter und der Hochschullehrer Friedrich Xaver Affolter (* 10. Februar 1862 Solothurn; † 2. Februar 1923 Wiesloch).
Seit dem 5. März 1914 war er mit Rosa (1887–1968), die Tochter des Käserei-Inhabers Jakob Fuss aus Teuffenthal bei Hilterfingen, verheiratet.
Seine letzte Ruhestätte fand er auf dem Friedhof St. Katharinen in Solothurn.

### Werdegang
Hans Affolter besuchte die Kantonsschule Solothurn und immatrikulierte sich zu einem Studium der Rechtswissenschaften an der Universität Genf; das Studium setzte er später an der Universität Heidelberg fort und promovierte dort 1893 zum Dr. jur.
Nach Beendigung des Studiums war er von 1896 bis 1902 als Amtsgerichtspräsident von Balsthal tätig, bevor er von 1911 bis 1917 das Amt des Amtsgerichtspräsidenten in Bucheggberg-Kriegstetten (heute Bezirk Wasseramt) ausübte.
Von 1902 bis 1911 war er Fürsprech und Notar in Balsthal und Solothurn.
Er gehörte seit 1910 der juristischen Prüfungskommission an und führte juristischen Freikurse an der Kantonsschule Solothurn durch.
Er war von 1919 bis 1931 Bankrat der Schweizerischen Nationalbank.
1921 wurde er in den Verwaltungsrat der Vereinigten Schweizerischen Rheinsalinen gewählt.
Er folgte am 11. Dezember 1930, als Nachfolger des verstorbenen Camille Guggenheim (1894–1930), diesem in das Amt des Bundesrichters, das er bis zu seinem Tod in der staatsrechtlichen Abteilung ausübte; in dieser Zeit wurde er 1932, für den verstorbenen Karl Adolf Brodtbeck in das Bundesstrafgericht gewählt.

### Politisches Wirken
Hans Affolter war bis 1902 freisinniger Politiker, bis er zu den Sozialdemokraten wechselte.
Er war von 1900 bis 1903 sowie von 1908 bis 1917 Solothurner Kantonsrat und wurde 1909 zum Mitglied der Justizkommission des Kantonsrats und zum Mitglied des kantonalen Kassationsgerichts sowie zum 2. Vizepräsidenten gewählt, bevor er 1912 in das Amt des Kantonsratspräsidenten gewählt wurde.
1911 gab er als Präsident der Solothurner SP ein neues kantonales Parteiprogramm.
Von 1911 bis 1930 war er Nationalrat und wurde 1917 zum Fraktionspräsidenten gewählt. Er wurde 1917 erster SP-Regierungsrat des Kantons Solothurn im Finanz- und Justizdepartement und bereitete die Finanz- und Steuerreform, die Neuordnung der Beamtenbesoldung und die Einführung der Beamtenpensionskasse vor; 1931 trat er von seinem Amt als Regierungsrat zurück und ihm folgte Jacques Schmid.
1926 erfolgte seine Wahl zum Landammann.

## Mitgliedschaften
Hans Affolter war Mitglied der Schülerverbindung Wengia Solodorensis.